# Liste der Kulturgüter von nationaler Bedeutung im Kanton Aargau
Diese Liste enthält alle national bedeutenden Kulturgüter (A-Objekte, geregelt in KGSV) im Kanton Aargau, die in der Ausgabe 2009 (Stand: 1. Januar 2018) des Schweizerischen Inventars der Kulturgüter von nationaler und regionaler Bedeutung vermerkt sind. Sie ist nach politischen Gemeinden sortiert; enthalten sind 175 Einzelbauten, elf Sammlungen und 56 archäologische Fundstellen.

## Abkürzungen
- A: Archäologie
- Arch: Archiv
- B: Bibliothek
- E: Einzelobjekt
- M: Museum
- O: Mehrteiliges Objekt

## Inventar nach Gemeinde

### Aarburg
| KGS-Nr. | Foto | Objektbezeichnung           | Typ | Adresse     | Koordinaten     |
| ------- | ---- | --------------------------- | --- | ----------- | --------------- |
| 00028   |      | Schloss und Festung Aarburg | A O | Schlossrain | 634951 / 241300 |
| 00029   |      | Gasthof «Alte Post»         | E   | Städtchen 5 | 634773 / 241192 |
| 00031   |      | Galgen                      | A E |             | 635570 / 243320 |

### Ammerswil
| KGS-Nr. | Foto | Objektbezeichnung | Typ | Adresse            | Koordinaten     |
| ------- | ---- | ----------------- | --- | ------------------ | --------------- |
| 00034   |      | Pfrundspeicher    | E   | Hendschikerstrasse | 658124 / 246988 |

### Auw
| KGS-Nr. | Foto | Objektbezeichnung              | Typ | Adresse           | Koordinaten     |
| ------- | ---- | ------------------------------ | --- | ----------------- | --------------- |
| 09822   |      | Alte Mühle                     | E   | Alikonerstrasse 6 | 670010 / 229352 |
| 09823   |      | Kath. Pfarrkirche St. Nikolaus | E   | Sinserstrasse     | 670333 / 229204 |
| 09824   |      | St. Josefskapelle              | E   | Rüstenschwil      | 670254 / 231064 |
| 10547   |      | Wohnhaus                       | E   | Käsereistrasse 13 | 670188 / 229261 |

### Baden
| KGS-Nr. | Foto | Objektbezeichnung                                | Typ  | Adresse            | Koordinaten     |
| ------- | ---- | ------------------------------------------------ | ---- | ------------------ | --------------- |
| 00037   |      | Bahnhof Baden                                    | E    | Bahnhofstrasse 25  | 665520 / 258767 |
| 00038   |      | Villa Langmatt                                   | E    | Römerstrasse 30    | 665492 / 259320 |
| 00039   |      | Stadthaus mit Tagsatzungssaal                    | E    | Rathausgasse 1     | 665615 / 258412 |
| 00043   |      | Hotel Verenahof                                  | E    | Kurplatz 1         | 665945 / 259250 |
| 00044   |      | Ruine Stein                                      | A O  |                    | 665330 / 258420 |
| 00046   |      | Holzbrücke                                       | E    | Untere Halde       | 665739 / 258351 |
| 00047   |      | Haus zum Schwert                                 | E    | Oelrainstrasse 29  | 665653 / 258888 |
| 00048   |      | Kath. Stadtkirche und Sebastianskapelle          | O    | Kirchplatz         | 665600 / 258340 |
| 00053   |      | Villa Boveri                                     | O    | Ländliweg 5        | 665529 / 258070 |
| 08491   |      | Museum Langmatt Stiftung Sidney und Jenny Brown  | M    | Römerstrasse 30    | 665502 / 259326 |
| 09163   |      | ABB Schweiz, Sammlung Archiv                     | Arch | Husmatt 7          | 663644 / 256308 |
| 09391   |      | Bernerhaus                                       | E    | Weite Gasse 13     | 665491 / 258301 |
| 09508   |      | Kurtheater                                       | E    | Parkstrasse 20     | 665689 / 259190 |
| 09532   |      | Aquae Helveticae/Bäderquartier                   | A    |                    | 665850 / 259220 |
| 09758   |      | Restaurant «Paradies»                            | E    | Cordulaplatz       | 665454 / 258316 |
| 09826   |      | Ehemaliges Gemeinschaftshaus Martinsberg der BBC | E    | Wiesenstrasse 32   | 664820 / 259092 |
| 09829   |      | Hotel zum wilden Mann                            | E    | Obere Gasse 33     | 665496 / 258364 |
| 09833   |      | Krematorium mit Abdankungshalle                  | E    | Zürcherstrasse 108 | 665357 / 257112 |
| 09835   |      | Reformierte Pfarrkirche                          | E    | Bahnhofplatz       | 665620 / 258789 |
| 09836   |      | Regionalwerke Baden (ehemalige Städtische Werke) | E    | Haselstrasse 15    | 665435 / 258956 |
| 11609   |      | Synagoge                                         | E    | Parkstrasse 17     | 665594 / 259024 |

### Beinwil (Freiamt)
| KGS-Nr. | Foto | Objektbezeichnung               | Typ | Adresse        | Koordinaten     |
| ------- | ---- | ------------------------------- | --- | -------------- | --------------- |
| 00056   |      | Katholische Kirche St. Burkhard | E   | Unterdorf      | 668730 / 231425 |
| 00058   |      | Schloss Horben                  | O   | Horben         | 667261 / 230285 |
| 09841   |      | Bauernhaus                      | E   | Winterschwil 8 | 668271 / 232558 |

### Beinwil am See
| KGS-Nr. | Foto | Objektbezeichnung                          | Typ | Adresse  | Koordinaten     |
| ------- | ---- | ------------------------------------------ | --- | -------- | --------------- |
| 09533   |      | Ägelmoos (bronzezeitliche Seeufersiedlung) | A   | Ägelmoos | 658106 / 236483 |

### Besenbüren
| KGS-Nr. | Foto | Objektbezeichnung | Typ | Adresse        | Koordinaten     |
| ------- | ---- | ----------------- | --- | -------------- | --------------- |
| 09843   |      | Speicher          | E   | Zentralstrasse | 668412 / 240714 |

### Birr
| KGS-Nr. | Foto | Objektbezeichnung                     | Typ | Adresse             | Koordinaten     |
| ------- | ---- | ------------------------------------- | --- | ------------------- | --------------- |
| 00064   |      | Grabstätte Johann Heinrich Pestalozzi | E   | Pestalozzistrasse 2 | 657575 / 254284 |

### Boswil
| KGS-Nr. | Foto | Objektbezeichnung              | Typ | Adresse             | Koordinaten     |
| ------- | ---- | ------------------------------ | --- | ------------------- | --------------- |
| 00068   |      | Katholische Kirche St. Pankraz | E   | Kirchweg            | 666060 / 239033 |
| 09845   |      | Wohnhaus Nr. 169               | E   | Niesenbergstrasse 6 | 665719 / 239211 |
| 09846   |      | Säge Weissenbach               | E   | Weissenbach 301     | 665506 / 236629 |

### Böttstein
| KGS-Nr. | Foto | Objektbezeichnung | Typ | Adresse      | Koordinaten     |
| ------- | ---- | ----------------- | --- | ------------ | --------------- |
| 00069   |      | Schlosskapelle    | E   | Schlossweg   | 659141 / 267448 |
| 09848   |      | Ölmühle, Sägerei  | E   | Schlossweg 2 | 659095 / 267399 |

### Böztal
| KGS-Nr. | Foto | Objektbezeichnung             | Typ | Adresse         | Koordinaten     |
| ------- | ---- | ----------------------------- | --- | --------------- | --------------- |
| 09480   |      | Ehemaliges Säckinger Amtshaus | E   | Hauptstrasse 37 | 647048 / 261236 |

### Bremgarten
| KGS-Nr. | Foto | Objektbezeichnung                                                                                            | Typ | Adresse                              | Koordinaten     |
| ------- | ---- | --- | --- | ------------------------------------ | --------------- |
| 00071   |      | Ehemaliger Muri-Amthof                                                                                       | E   | Antonigasse 2                        | 668183 / 244831 |
| 00076   |      | Kirchenbezirk mit Katholischer Stadtkirche sowie St. Klarakapelle, St. Anna-Kapelle und Muttergottes-Kapelle | O   | Pfarrgasse / Kirchgasse              | 668127 / 244928 |
| 00080   |      | Sogenanntes Schlössli                                                                                        | E   | Schlossgässli 2                      | 668375 / 244946 |
| 00119   |      | Benediktinerinnenkloster St. Martin                                                                          | O   | Hermetschwil-Staffeln, Klosterhof    | 668574 / 242983 |
| 09402   |      | Erweiterungsbauten Muri-Amthof                                                                               | E   | Antonigasse 4                        | 668206 / 244835 |
| 09403   |      | Weissenbach-Haus                                                                                             | E   | Antonigasse 24                       | 668318 / 244798 |
| 09858   |      | Ehemaliges Gasthaus                                                                                          | E   | Hermetschwil-Staffeln, Dorfstrasse 9 | 668470 / 242733 |
| 10416   |      | Stadtbefestigung (Stadtmauer, Hexenturm, Hermannsturm, Meiss-/Katzenturm, Spittelturm, Bollhaus)             | O   |                                      | 667960 / 244830 |

### Brugg
| KGS-Nr. | Foto | Objektbezeichnung                | Typ | Adresse          | Koordinaten     |
| ------- | ---- | -------------------------------- | --- | ---------------- | --------------- |
| 00084   |      | Vindonissa-Museum (Gebäude)      | A E | Museumsstrasse 1 | 657806 / 259566 |
| 00087   |      | Ehemalige Lateinschule           | E   | Kirchplatz 8     | 657784 / 259672 |
| 00092   |      | Reformierte Stadtkirche          | E   | Kirchplatz       | 657805 / 259656 |
| 00093   |      | Schlössli                        | E   | Im Hof 11        | 656943 / 259281 |
| 00094   |      | Schwarzer Turm                   | E   | Rathausplatz 2   | 657880 / 259753 |
| 08506   |      | Vindonissa-Museum (Sammlung)     | M   | Museumsstrasse 1 | 657806 / 259566 |
| 10415   |      | Altenburg, spätrömisches Kastell | A E | Im Hof 11        | 656950 / 259300 |

### Büttikon
| KGS-Nr. | Foto | Objektbezeichnung | Typ | Adresse                | Koordinaten     |
| ------- | ---- | ----------------- | --- | ---------------------- | --------------- |
| 00099   |      | Kochhaus          | E   | Sarmenstorferstrasse 9 | 662733 / 241954 |

### Densbüren
| KGS-Nr. | Foto | Objektbezeichnung         | Typ | Adresse | Koordinaten     |
| ------- | ---- | ------------------------- | --- | ------- | --------------- |
| 00100   |      | Ruine Urgiz und Hochwacht | A   |         | 646230 / 256840 |

### Dietwil
| KGS-Nr. | Foto | Objektbezeichnung       | Typ | Adresse           | Koordinaten     |
| ------- | ---- | ----------------------- | --- | ----------------- | --------------- |
| 00101   |      | Katholische Pfarrkirche | O   | Vorderdorfstrasse | 672369 / 222276 |

### Endingen
| KGS-Nr. | Foto | Objektbezeichnung  | Typ | Adresse      | Koordinaten     |
| ------- | ---- | ------------------ | --- | ------------ | --------------- |
| 00103   |      | Jüdischer Friedhof | E   | Hauptstrasse | 665550 / 265050 |
| 00104   |      | Synagoge           | E   | Hintersieg   | 664084 / 265469 |

### Fischbach-Göslikon
| KGS-Nr. | Foto | Objektbezeichnung                         | Typ | Adresse          | Koordinaten     |
| ------- | ---- | ----------------------------------------- | --- | ---------------- | --------------- |
| 00107   |      | Katholische Pfarrkirche Maria Himmelfahrt | O   | Mellingerstrasse | 665379 / 247405 |

### Fisibach
| KGS-Nr. | Foto | Objektbezeichnung                                 | Typ | Adresse | Koordinaten     |
| ------- | ---- | ------------------------------------------------- | --- | ------- | --------------- |
| 11658   |      | Bleiche (Teil der spätrömischen Rheinbefestigung) | A   |         | 672850 / 269650 |

### Frick
| KGS-Nr. | Foto | Objektbezeichnung                                    | Typ | Adresse | Koordinaten     |
| ------- | ---- | ---------------------------------------------------- | --- | ------- | --------------- |
| 00109   |      | Katholische Kirche St. Peter und Paul sowie Beinhaus | O   | Rampart | 643990 / 261686 |

### Full-Reuenthal
| KGS-Nr. | Foto | Objektbezeichnung                               | Typ | Adresse | Koordinaten     |
| ------- | ---- | ----------------------------------------------- | --- | ------- | --------------- |
| 11660   |      | Jüppe (Teil der spätrömischen Rheinbefestigung) | A   |         | 658200 / 274550 |

### Geltwil
| KGS-Nr. | Foto | Objektbezeichnung | Typ | Adresse                    | Koordinaten     |
| ------- | ---- | ----------------- | --- | -------------------------- | --------------- |
| 00111   |      | Wohnhaus          | E   | Isenbergschwilerstrasse 37 | 668100 / 233060 |

### Gipf-Oberfrick
| KGS-Nr. | Foto | Objektbezeichnung       | Typ | Adresse | Koordinaten     |
| ------- | ---- | ----------------------- | --- | ------- | --------------- |
| 00112   |      | Burgruine Alt-Tierstein | A   |         | 640241 / 260820 |

### Gontenschwil
| KGS-Nr. | Foto | Objektbezeichnung | Typ | Adresse          | Koordinaten     |
| ------- | ---- | ----------------- | --- | ---------------- | --------------- |
| 09856   |      | Haus Fischerhübel | E   | Fischerhübel 231 | 653504 / 235540 |

### Gränichen
| KGS-Nr. | Foto | Objektbezeichnung  | Typ | Adresse   | Koordinaten     |
| ------- | ---- | ------------------ | --- | --------- | --------------- |
| 00114   |      | Reformierte Kirche | E   | Kirchweg  | 650132 / 245285 |
| 00116   |      | Untervogthaus      | E   | Lochgasse | 649756 / 245468 |

### Habsburg
| KGS-Nr. | Foto | Objektbezeichnung              | Typ | Adresse         | Koordinaten     |
| ------- | ---- | ------------------------------ | --- | --------------- | --------------- |
| 00117   |      | Schloss Habsburg und Burgruine | O   | Schlossgasse 30 | 655944 / 257125 |

### Hendschiken
| KGS-Nr. | Foto | Objektbezeichnung | Typ | Adresse          | Koordinaten     |
| ------- | ---- | ----------------- | --- | ---------------- | --------------- |
| 09857   |      | Strohdachhaus     | E   | Bühlhofstrasse 4 | 658380 / 247807 |

### Herznach
| KGS-Nr. | Foto | Objektbezeichnung                             | Typ | Adresse  | Koordinaten     |
| ------- | ---- | --------------------------------------------- | --- | -------- | --------------- |
| 00120   |      | Pfarrhof mit katholischer Kirche St. Nikolaus | O   | Kirchweg | 646065 / 258160 |

### Hunzenschwil
| KGS-Nr. | Foto | Objektbezeichnung                             | Typ | Adresse | Koordinaten     |
| ------- | ---- | --------------------------------------------- | --- | ------- | --------------- |
| 09535   |      | Ziegelmatte / Zotzelacker (römische Ziegelei) | A   |         | 652000 / 249150 |

### Jonen
| KGS-Nr. | Foto | Objektbezeichnung          | Typ | Adresse  | Koordinaten     |
| ------- | ---- | -------------------------- | --- | -------- | --------------- |
| 00125   |      | Wallfahrtskapelle Jonental | E   | Jonental | 673560 / 239359 |

### Kaiseraugst
| KGS-Nr. | Foto | Objektbezeichnung            | Typ | Adresse | Koordinaten     |
| ------- | ---- | ---------------------------- | --- | ------- | --------------- |
| 00128   |      | Augusta Raurica (Unterstadt) | A   |         | 621361 / 265470 |

### Kallern
| KGS-Nr. | Foto | Objektbezeichnung | Typ | Adresse            | Koordinaten     |
| ------- | ---- | ----------------- | --- | ------------------ | --------------- |
| 09861   |      | Bauernhaus        | E   | Unterniesenberg 45 | 664260 / 239596 |

### Klingnau
| KGS-Nr. | Foto | Objektbezeichnung                           | Typ | Adresse           | Koordinaten     |
| ------- | ---- | ------------------------------------------- | --- | ----------------- | --------------- |
| 00140   |      | Ehemalige Propstei des Klosters St. Blasien | E   | Propsteistrasse 1 | 661000 / 270253 |

### Koblenz
| KGS-Nr. | Foto | Objektbezeichnung                                        | Typ | Adresse | Koordinaten     |
| ------- | ---- | -------------------------------------------------------- | --- | ------- | --------------- |
| 00142   |      | Kleiner Laufen (Teil der spätrömischen Rheinbefestigung) | A   |         | 661380 / 274040 |
| 09072   |      | Eisenbahnviadukt Koblenz–Waldshut                        | E   |         | 659820 / 273460 |
| 10514   |      | Eisenbahnviadukt Koblenz–Felsenau                        | E   |         | 658845 / 272177 |

### Kölliken
| KGS-Nr. | Foto | Objektbezeichnung                       | Typ | Adresse                | Koordinaten     |
| ------- | ---- | --------------------------------------- | --- | ---------------------- | --------------- |
| 00143   |      | Strohdachhaus                           | O   | Schönenwerderstrasse 6 | 644208 / 243169 |
| 09864   |      | Strohdachhaus Salzmehuus mit Dorfmuseum | E   | Hauptstrasse 43        | 644287 / 242796 |

### Künten
| KGS-Nr. | Foto | Objektbezeichnung | Typ | Adresse      | Koordinaten     |
| ------- | ---- | ----------------- | --- | ------------ | --------------- |
| 09865   |      | Mühle             | E   | Mühlegasse 2 | 667249 / 249005 |

### Laufenburg
| KGS-Nr. | Foto | Objektbezeichnung                                    | Typ | Adresse            | Koordinaten     |
| ------- | ---- | ---------------------------------------------------- | --- | ------------------ | --------------- |
| 00147   |      | Gerichtsgebäude                                      | E   | Gerichtsgasse 86   | 646737 / 268037 |
| 00149   |      | Katholische Pfarrkirche                              | E   | Gerichtsgasse      | 646861 / 268116 |
| 00152   |      | Ruine Laufenburg                                     | A O |                    | 646841 / 268060 |
| 00259   |      | Rheinsulz (Teil der spätrömischen Rheinbefestigung)  | A   | Sulz, Hauptstrasse | 648970 / 267530 |
| 08985   |      | Kraftwerk Laufenburg                                 | E   | Baslerstrasse      | 645937 / 267427 |
| 11674   |      | Schlossberg, Teil der spätrömischen Rheinbefestigung | A   |                    | 646821 / 268072 |

### Leimbach
| KGS-Nr. | Foto | Objektbezeichnung | Typ | Adresse | Koordinaten     |
| ------- | ---- | ----------------- | --- | ------- | --------------- |
| 00155   |      | Strohdachhaus     | E   | Seeberg | 655611 / 236450 |

### Lengnau
| KGS-Nr. | Foto | Objektbezeichnung | Typ | Adresse       | Koordinaten     |
| ------- | ---- | ----------------- | --- | ------------- | --------------- |
| 00156   |      | Synagoge          | E   | Zürichstrasse | 667180 / 263740 |

### Lenzburg
| KGS-Nr. | Foto | Objektbezeichnung                                                               | Typ   | Adresse               | Koordinaten     |
| ------- | ---- | ------------------------------------------------------------------------------- | ----- | --------------------- | --------------- |
| 00158   |      | Lindfeld (römischer Vicus)                                                      | A     |                       | 656780 / 249720 |
| 00159   |      | Schloss Lenzburg und prähistorische Siedlungen sowie Historisches Museum Aargau | A M O | Schloss 1             | 656379 / 248790 |
| 00162   |      | Müllerhaus                                                                      | E     | Bleicherain 7         | 655622 / 248625 |
| 00165   |      | Rathaus                                                                         | E     | Rathausgasse 16       | 655993 / 248763 |
| 08492   |      | Historisches Museum Aargau (im Schloss)                                         | M     | Schloss               | 656411 / 248759 |
| 08992   |      | Strafanstalt Lenzburg                                                           | E     | Ziegeleiweg 13        | 655815 / 247835 |
| 09538   |      | Goffersberg (neolithisches Gräberfeld)                                          | A     | Goffersberg           | 656490 / 248715 |
| 09871   |      | Sonnenberg (ehemalige Landweibelei)                                             | E     | Schlossgasse 50       | 656446 / 248614 |
| 09873   |      | Villa Malaga                                                                    | E     | Schützenmattstrasse 7 | 656126 / 249002 |
| 10464   |      | Burghalde                                                                       | E     | Schlossgasse 21       | 656202 / 248591 |

### Leuggern
| KGS-Nr. | Foto | Objektbezeichnung                                          | Typ | Adresse | Koordinaten     |
| ------- | ---- | ---------------------------------------------------------- | --- | ------- | --------------- |
| 09875   |      | Eisenbahnviadukt Koblenz–Felsenau                          | E   |         | 658845 / 272177 |
| 11675   |      | Im Sand-Felsenau (Teil der spätrömischen Rheinbefestigung) | A   |         | 658861 / 273640 |

### Leutwil
| KGS-Nr. | Foto | Objektbezeichnung  | Typ | Adresse   | Koordinaten     |
| ------- | ---- | ------------------ | --- | --------- | --------------- |
| 09876   |      | Bauernhaus Baumann | E   | Zopfweg 2 | 655535 / 240295 |

### Magden
| KGS-Nr. | Foto | Objektbezeichnung                               | Typ | Adresse | Koordinaten     |
| ------- | ---- | ----------------------------------------------- | --- | ------- | --------------- |
| 09539   |      | Strick (paläolithische/neolithische Siedlungen) | A   |         | 629201 / 264850 |

### Meisterschwanden
| KGS-Nr. | Foto | Objektbezeichnung | Typ | Adresse      | Koordinaten     |
| ------- | ---- | ----------------- | --- | ------------ | --------------- |
| 00169   |      | Villa Fischer     | E   | Kirchrain 11 | 659966 / 238480 |

### Mellingen
| KGS-Nr. | Foto | Objektbezeichnung | Typ | Adresse              | Koordinaten     |
| ------- | ---- | ----------------- | --- | -------------------- | --------------- |
| 00175   |      | Iberghof          | E   | Kleine Kirchgasse 11 | 663125 / 252211 |
| 00177   |      | Stadtbefestigung  | O   |                      | 663000 / 252350 |

### Menziken
| KGS-Nr. | Foto | Objektbezeichnung | Typ | Adresse        | Koordinaten     |
| ------- | ---- | ----------------- | --- | -------------- | --------------- |
| 00180   |      | Villa Mathys      | E   | Hofmattpark 1a | 657162 / 231931 |

### Merenschwand
| KGS-Nr. | Foto | Objektbezeichnung       | Typ | Adresse             | Koordinaten     |
| ------- | ---- | ----------------------- | --- | ------------------- | --------------- |
| 00181   |      | Gasthof Schwanen        | E   | Bremgartenstrasse 2 | 670814 / 234757 |
| 00182   |      | Katholische Pfarrkirche | E   | Kirchplatz          | 670914 / 234787 |

### Mettauertal
| KGS-Nr. | Foto | Objektbezeichnung                     | Typ | Adresse                    | Koordinaten     |
| ------- | ---- | ------------------------------------- | --- | -------------------------- | --------------- |
| 00123   |      | Ehemalige Untervogtei mit Nebenbauten | O   | Hottwil, Leumenstrasse 41a | 654348 / 266538 |
| 00184   |      | Katholische Pfarrkirche               | E   | Mettau, Hauptstrasse       | 651749 / 268419 |

### Möhlin
| KGS-Nr. | Foto | Objektbezeichnung                                         | Typ | Adresse              | Koordinaten     |
| ------- | ---- | --------------------------------------------------------- | --- | -------------------- | --------------- |
| 00185   |      | Riburg «Bürkli» (Teil der spätrömischen Rheinbefestigung) | A   |                      | 630101 / 270080 |
| 09877   |      | Bata-Areal                                                | O   | Batastrasse 719, 743 | 630201 / 268876 |
| 11752   |      | Fahrgraben (Teil der spätrömischen Rheinbefestigung)      | A   |                      | 632701 / 270850 |
| 11753   |      | Untere Wehren (Teil der spätrömischen Rheinbefestigung)   | A   |                      | 634076 / 270750 |

### Möriken-Wildegg
| KGS-Nr. | Foto | Objektbezeichnung                                              | Typ | Adresse             | Koordinaten     |
| ------- | ---- | -------------------------------------------------------------- | --- | ------------------- | --------------- |
| 00188   |      | Kestenberg (bronzezeitliche Höhensiedlung)                     | A   |                     | 657530 / 252870 |
| 00189   |      | Schloss Wildegg                                                | O   | Effingerweg 5, 6, 8 | 655229 / 252474 |
| 08605   |      | Schloss Wildegg (Bestandteil der Schweizerischen Landesmuseen) | M   | Effingerweg 5, 6, 8 | 655229 / 252474 |
| 09732   |      | Katholische Kirche St. Antonius                                | E   | Stroheggstrasse     | 655277 / 251926 |
| 09878   |      | Gasthof «Bären»                                                | E   | Bruggerstrasse 19   | 655018 / 252136 |

### Mumpf
| KGS-Nr. | Foto | Objektbezeichnung                                                                       | Typ | Adresse | Koordinaten     |
| ------- | ---- | --------------------------------------------------------------------------------------- | --- | ------- | --------------- |
| 09562   |      | Chapf (prähistorische Siedlung)                                                         | A   |         | 636291 / 265930 |
| 09563   |      | Gasthaus «Anker», spätrömisches Kleinkastell, Teil der spätromanischen Rheinbefestigung | A   |         | 635951 / 266350 |

### Muri
| KGS-Nr. | Foto | Objektbezeichnung | Typ | Adresse        | Koordinaten     |
| ------- | ---- | ----------------- | --- | -------------- | --------------- |
| 00194   |      | Kloster Muri      | O   | Marktstrasse   | 668049 / 236399 |
| 00195   |      | Klosterscheune    | E   | Klosterhof 197 | 668060 / 236657 |
| 09498   |      | Leontiusbrunnen   | E   | Leontiusplatz  | 668012 / 236298 |
| 09883   |      | Speicher          | E   | Hasli 233      | 668331 / 237565 |

### Niederlenz
| KGS-Nr. | Foto | Objektbezeichnung      | Typ | Adresse    | Koordinaten     |
| ------- | ---- | ---------------------- | --- | ---------- | --------------- |
| 09884   |      | Ehemaliges Zehntenhaus | E   | Dorfrain 9 | 655616 / 250365 |

### Niederwil
| KGS-Nr. | Foto | Objektbezeichnung  | Typ | Adresse             | Koordinaten     |
| ------- | ---- | ------------------ | --- | ------------------- | --------------- |
| 00197   |      | Kloster Gnadenthal | O   | Gnadenthalerstrasse | 665240 / 249556 |

### Oberkulm
| KGS-Nr. | Foto | Objektbezeichnung | Typ | Adresse         | Koordinaten     |
| ------- | ---- | ----------------- | --- | --------------- | --------------- |
| 00201   |      | Kornspeicher      | E   | Im Obersteg 106 | 651761 / 238465 |

### Oberlunkhofen
| KGS-Nr. | Foto | Objektbezeichnung       | Typ | Adresse  | Koordinaten     |
| ------- | ---- | ----------------------- | --- | -------- | --------------- |
| 00202   |      | Katholische Pfarrkirche | E   | Chileweg | 671918 / 240606 |

### Obersiggenthal
| KGS-Nr. | Foto | Objektbezeichnung | Typ | Adresse  | Koordinaten     |
| ------- | ---- | ----------------- | --- | -------- | --------------- |
| 10408   |      | Zehntenscheune    | E   | Kirchweg | 662959 / 260962 |

### Oftringen
| KGS-Nr. | Foto | Objektbezeichnung  | Typ | Adresse | Koordinaten     |
| ------- | ---- | ------------------ | --- | ------- | --------------- |
| 00207   |      | Ruine Alt-Wartburg | A O |         | 636310 / 242610 |

### Olsberg
| KGS-Nr. | Foto | Objektbezeichnung                                                                  | Typ | Adresse  | Koordinaten     |
| ------- | ---- | ---------------------------------------------------------------------------------- | --- | -------- | --------------- |
| 00208   |      | Ehemaliges Zisterzienserinnenkloster mit Kirche, Konventgebäude und Klosterscheune | O   | Chloster | 625246 / 263745 |

### Othmarsingen
| KGS-Nr. | Foto | Objektbezeichnung  | Typ | Adresse    | Koordinaten     |
| ------- | ---- | ------------------ | --- | ---------- | --------------- |
| 00209   |      | Reformierte Kirche | E   | Friedwegli | 658500 / 250040 |

### Rheinfelden
| KGS-Nr. | Foto | Objektbezeichnung                                        | Typ | Adresse                   | Koordinaten     |
| ------- | ---- | -------------------------------------------------------- | --- | ------------------------- | --------------- |
| 00213   |      | Brauerei Feldschlösschen                                 | O   | Feldschlösschenstrasse 34 | 626131 / 266260 |
| 00214   |      | Christkatholische Stiftskirche St. Martin                | E   | Kirchgasse                | 626651 / 267110 |
| 00216   |      | Pferrichgraben (Teil der spätrömischen Rheinbefestigung) | A   |                           | 628376 / 269390 |
| 00217   |      | Johanniterkapelle                                        | E   | Johannitergasse 70        | 626781 / 267280 |
| 09886   |      | Ehemaliger Gasthof «Zum goldenen Adler»                  | E   | Obertorplatz 4            | 626697 / 267100 |
| 09888   |      | Stadtbefestigung                                         | O   |                           | 626701 / 267100 |
| 11754   |      | Heimenholz (Teil der spätrömischen Rheinbefestigung)     | A   |                           | 628876 / 270760 |

### Sarmenstorf
| KGS-Nr. | Foto | Objektbezeichnung                       | Typ | Adresse | Koordinaten     |
| ------- | ---- | --------------------------------------- | --- | ------- | --------------- |
| 00231   |      | Zigiholz (neolithische Grabhügelgruppe) | A   |         | 662430 / 240250 |

### Schafisheim
| KGS-Nr. | Foto | Objektbezeichnung   | Typ | Adresse                | Koordinaten     |
| ------- | ---- | ------------------- | --- | ---------------------- | --------------- |
| 00233   |      | Haus Urech          | E   | Seetalstrasse 27       | 653044 / 248038 |
| 00234   |      | Schloss Schafisheim | O   | Lenzburgerstrasse 5, 7 | 653259 / 247721 |

### Schinznach
| KGS-Nr. | Foto | Objektbezeichnung                     | Typ | Adresse    | Koordinaten     |
| ------- | ---- | ------------------------------------- | --- | ---------- | --------------- |
| 00237   |      | Reformierte Kirche mit Erlach-Kapelle | E   | Kirchgasse | 653080 / 255300 |

### Schöftland
| KGS-Nr. | Foto | Objektbezeichnung  | Typ | Adresse          | Koordinaten     |
| ------- | ---- | ------------------ | --- | ---------------- | --------------- |
| 00242   |      | Schloss Schöftland | E   | Bahnhofstrasse 5 | 646222 / 239458 |

### Schupfart
| KGS-Nr. | Foto | Objektbezeichnung | Typ | Adresse    | Koordinaten     |
| ------- | ---- | ----------------- | --- | ---------- | --------------- |
| 00243   |      | Herrain (Erdwerk) | A   | Herrainweg | 639760 / 262880 |

### Schwaderloch
| KGS-Nr. | Foto | Objektbezeichnung                                        | Typ | Adresse        | Koordinaten     |
| ------- | ---- | -------------------------------------------------------- | --- | -------------- | --------------- |
| 00244   |      | Oberes Bürgli (Teil der spätrömischen Rheinbefestigung)  | A   | Bürgelistrasse | 653431 / 271311 |
| 00245   |      | Unteres Bürgli (Teil der spätrömischen Rheinbefestigung) | A   | Mühlematt      | 652700 / 270500 |

### Seengen
| KGS-Nr. | Foto | Objektbezeichnung                           | Typ | Adresse              | Koordinaten     |
| ------- | ---- | ------------------------------------------- | --- | -------------------- | --------------- |
| 00246   |      | Riesi (spätbronzezeitliche Seeufersiedlung) | A   | Moos/Aabach          | 657750 / 241000 |
| 00247   |      | Schloss Hallwyl                             | O   | Boniswilerstrasse    | 657130 / 241640 |
| 09469   |      | Schloss Brestenberg                         | O   | Brestenbergstrasse 8 | 658172 / 241276 |
| 09898   |      | Schlossmühle                                | E   | Boniswilerstrasse 38 | 657076 / 241702 |

### Seon
| KGS-Nr. | Foto | Objektbezeichnung      | Typ | Adresse             | Koordinaten     |
| ------- | ---- | ---------------------- | --- | ------------------- | --------------- |
| 09470   |      | Villa Walti            | E   | Oberdorfstrasse 28  | 654304 / 244288 |
| 09899   |      | Ehemalige untere Mühle | E   | Unterdorfstrasse 50 | 654579 / 244484 |

### Sins
| KGS-Nr. | Foto | Objektbezeichnung                   | Typ | Adresse         | Koordinaten     |
| ------- | ---- | ----------------------------------- | --- | --------------- | --------------- |
| 00252   |      | Gemeindehaus (ehemaliges Pfarrhaus) | E   | Kirchstrasse 14 | 672475 / 227438 |
| 09276   |      | Ehemaliges Amtshaus Meienberg       | E   | Stadtplatz 2    | 670943 / 227837 |
| 10485   |      | Meienberg (Wüstung)                 | A   | Meienberg       | 671000 / 227800 |

### Spreitenbach
| KGS-Nr. | Foto | Objektbezeichnung           | Typ | Adresse | Koordinaten     |
| ------- | ---- | --------------------------- | --- | ------- | --------------- |
| 09534   |      | Moosweg, neolithisches Grab | A   |         | 671760 / 252655 |

### Staufen
| KGS-Nr. | Foto | Objektbezeichnung           | Typ | Adresse   | Koordinaten     |
| ------- | ---- | --------------------------- | --- | --------- | --------------- |
| 00256   |      | Kirchliche Bauten Staufberg | O   | Staufberg | 654670 / 247999 |

### Stein
| KGS-Nr. | Foto | Objektbezeichnung             | Typ | Adresse             | Koordinaten     |
| ------- | ---- | ----------------------------- | --- | ------------------- | --------------- |
| 00257   |      | Holzbrücke, Rheinbrückstrasse | E   | Schaffhauserstrasse | 638489 / 266275 |

### Suhr
| KGS-Nr. | Foto | Objektbezeichnung                   | Typ | Adresse     | Koordinaten     |
| ------- | ---- | ----------------------------------- | --- | ----------- | --------------- |
| 09731   |      | Katholische Pfarrkirche Heiliggeist | E   | Tramstrasse | 648349 / 247601 |

### Tegerfelden
| KGS-Nr. | Foto | Objektbezeichnung                              | Typ | Adresse               | Koordinaten     |
| ------- | ---- | ---------------------------------------------- | --- | --------------------- | --------------- |
| 00261   |      | Sogenanntes Gerichtshaus (ehemaliger Meierhof) | E   | Alte Zurzacherstrasse | 663778 / 268323 |

### Thalheim
| KGS-Nr. | Foto | Objektbezeichnung  | Typ | Adresse      | Koordinaten     |
| ------- | ---- | ------------------ | --- | ------------ | --------------- |
| 00262   |      | Ruine Schenkenberg | A O | Schenkenberg | 649940 / 254780 |

### Unterkulm
| KGS-Nr. | Foto | Objektbezeichnung  | Typ | Adresse      | Koordinaten     |
| ------- | ---- | ------------------ | --- | ------------ | --------------- |
| 00266   |      | Reformierte Kirche | E   | Hauptstrasse | 651180 / 240180 |

### Unterlunkhofen
| KGS-Nr. | Foto | Objektbezeichnung                       | Typ | Adresse | Koordinaten     |
| ------- | ---- | --------------------------------------- | --- | ------- | --------------- |
| 00267   |      | Bärhau (eisenzeitliche Grabhügelgruppe) | A   |         | 672660 / 241840 |

### Untersiggenthal
| KGS-Nr. | Foto | Objektbezeichnung                                   | Typ | Adresse | Koordinaten     |
| ------- | ---- | --------------------------------------------------- | --- | ------- | --------------- |
| 00269   |      | Ruine Freudenau                                     | A O |         | 659910 / 262700 |
| 00270   |      | Heidenküche (neolithische/bronzezeitliche Siedlung) | A   |         | 662160 / 261760 |

### Villmergen
| KGS-Nr. | Foto | Objektbezeichnung                  | Typ | Adresse              | Koordinaten     |
| ------- | ---- | ---------------------------------- | --- | -------------------- | --------------- |
| 00121   |      | Schloss mit Kapelle                | O   | Hilfikon, Schloss 21 | 661097 / 242518 |
| 00275   |      | Katholische Pfarrkirche            | E   | Kirchgasse           | 660835 / 244199 |
| 09900   |      | Bauernhaus                         | E   | Halde 2              | 660496 / 244599 |
| 09901   |      | Hauptgebäude ehemalige Ballyfabrik | E   | Bahnhofstrasse 66    | 660053 / 247505 |

### Villnachern
| KGS-Nr. | Foto | Objektbezeichnung | Typ | Adresse    | Koordinaten     |
| ------- | ---- | ----------------- | --- | ---------- | --------------- |
| 09902   |      | Zehntenhaus       | E   | Vorstadt 2 | 654475 / 258118 |

### Wallbach
| KGS-Nr. | Foto | Objektbezeichnung                                       | Typ | Adresse        | Koordinaten     |
| ------- | ---- | ------------------------------------------------------- | --- | -------------- | --------------- |
| 00276   |      | Stelli (Teil der spätrömischen Rheinbefestigung)        | A   | Rheinstrasse   | 635221 / 269290 |
| 11755   |      | Haus Businger (Teil der spätrömischen Rheinbefestigung) | A   | Brütschengasse | 635131 / 267725 |

### Wettingen
| KGS-Nr. | Foto | Objektbezeichnung                               | Typ | Adresse            | Koordinaten     |
| ------- | ---- | ----------------------------------------------- | --- | ------------------ | --------------- |
| 00278   |      | Ehemaliges Zisterzienserkloster                 | O   | Klosterstrasse 11  | 666146 / 256511 |
| 11732   |      | Jungsteinzeitliche(s) Steinkistengrab / -gräber | A   | Schartenstrasse 77 | 666460 / 258174 |

### Windisch
| KGS-Nr. | Foto | Objektbezeichnung                                                       | Typ | Adresse             | Koordinaten     |
| ------- | ---- | ----------------------------------------------------------------------- | --- | ------------------- | --------------- |
| 00281   |      | Ehemaliges Kloster Königsfelden                                         | O   | Zürcherstrasse      | 658728 / 259127 |
| 00284   |      | Vindonissa, keltisches Oppidum / römisches Legionslager / Zivilsiedlung | A   |                     | 658900 / 259200 |
| 00285   |      | Psychiatrische Klinik, Königsfelden                                     | O   | Zürcherstrasse      | 658550 / 259244 |
| 00287   |      | Ehemalige Spinnerei Kunz                                                | O   | Alte Spinnerei 4, 5 | 659669 / 259293 |
| 08610   |      | SBB Historic, Stiftung Historisches Erbe der SBB (Technik Museum)       | M   | Lagerstrasse        | 657836 / 258575 |
| 08894   |      | SBB Historic, Stiftung Historisches Erbe der SBB (Firmenarchive)        | M   | Lagerstrasse        | 657836 / 258575 |
| 09027   |      | Ehemalige Höhere Technische Lehranstalt Windisch                        | E   | Klosterzelgstrasse  | 658372 / 259045 |

### Wittnau
| KGS-Nr. | Foto | Objektbezeichnung                                                  | Typ | Adresse | Koordinaten     |
| ------- | ---- | ------------------------------------------------------------------ | --- | ------- | --------------- |
| 00289   |      | Wittnauer Horn (prähistorische Höhensiedlung, römische Wehranlage) | A   |         | 639280 / 259240 |
| 00290   |      | Ruine Alt-Homberg                                                  | E   |         | 640271 / 260170 |

### Wohlen
| KGS-Nr. | Foto | Objektbezeichnung                          | Typ | Adresse      | Koordinaten     |
| ------- | ---- | ------------------------------------------ | --- | ------------ | --------------- |
| 00291   |      | Hohbüehl (eisenzeitliche Grabhügelgruppe)  | A   | Hohbühl      | 663360 / 246700 |
| 00295   |      | Katholische Pfarrkirche St. Leonhard       | E   | Kirchenplatz | 663440 / 244820 |
| 09537   |      | Häslerhau (eisenzeitliche Grabhügelgruppe) | A   | Häslerhau    | 662950 / 246860 |

### Würenlos
| KGS-Nr. | Foto | Objektbezeichnung             | Typ | Adresse         | Koordinaten     |
| ------- | ---- | ----------------------------- | --- | --------------- | --------------- |
| 00298   |      | Benediktinerinnenkloster Fahr | O   | Chlosterstrasse | 675500 / 251300 |
| 00300   |      | Römischer Steinbruch          | A   | Florastrasse    | 669420 / 255685 |

### Zeiningen
| KGS-Nr. | Foto | Objektbezeichnung                            | Typ | Adresse | Koordinaten     |
| ------- | ---- | -------------------------------------------- | --- | ------- | --------------- |
| 09540   |      | Möhliner Feld (prähistorisches Fundensemble) | A   |         | 632701 / 267100 |

### Zofingen
| KGS-Nr. | Foto | Objektbezeichnung                                                       | Typ | Adresse                   | Koordinaten     |
| ------- | ---- | ----------------------------------------------------------------------- | --- | ------------------------- | --------------- |
| 00305   |      | Rathaus                                                                 | E   | Rathausgasse 4            | 638400 / 237610 |
| 00307   |      | Ehemaliges Schützenhaus                                                 | E   | General-Guisan-Strasse 12 | 638518 / 237695 |
| 00308   |      | Gemeindeschulhaus                                                       | E   | General-Guisan-Strasse 14 | 638507 / 237797 |
| 00311   |      | Museum                                                                  | E   | General-Guisan-Strasse 18 | 638430 / 237862 |
| 00314   |      | Sennenhof                                                               | E   | Hintere Hauptgasse 9, 14  | 638351 / 237768 |
| 08999   |      | Ehemaliges Siechenhaus                                                  | E   | Aarburgerstrasse 21       | 637877 / 238185 |
| 09322   |      | Stadtbibliothek Zofingen                                                | B   | Hintere Hauptgasse 20     | 638377 / 237713 |
| 09561   |      | Hirzenberg, römischer Gutshof mit römischen Mosaikböden in Schutzbauten | A   | Luzernerstrasse           | 638670 / 237020 |
| 09735   |      | Klösterli                                                               | E   | Klösterligasse 2          | 638488 / 237570 |
| 10466   |      | Heiternplatz                                                            | O   | Bottensteinerstrasse      | 639054 / 237159 |

### Zurzach
| KGS-Nr. | Foto | Objektbezeichnung                                                             | Typ | Adresse          | Koordinaten     |
| ------- | ---- | ----------------------------------------------------------------------------- | --- | ---------------- | --------------- |
| 00133   |      | Ehemaliges Amtshaus des Klosters St. Blasien                                  | E   | Hauptstrasse 35  | 673745 / 269170 |
| 00136   |      | Mayenfisch- oder Marschallhaus                                                | E   | Rheingasse 5     | 673727 / 269204 |
| 00137   |      | Oberer Turm                                                                   | E   | Lindengut        | 673733 / 269004 |
| 00226   |      | Sandgraben (Teil der spätrömischen Rheinbefestigung)                          | A   |                  | 671700 / 269500 |
| 00318   |      | Tenedo (prähistorische / römische / mittelalterliche / neuzeitliche Siedlung) | A   |                  | 664500 / 271200 |
| 00319   |      | Reformierte Kirche Zurzach                                                    | E   | Schwertgasse 153 | 664420 / 271060 |
| 00320   |      | Verenamünster                                                                 | E   | Hauptstrasse     | 664280 / 271030 |
| 09860   |      | Stadtbefestigung                                                              | O   |                  | 673750 / 269010 |
| 09904   |      | Gasthof «Zur Waag» (Messehaus)                                                | E   | Hauptstrasse 25  | 664212 / 270908 |
| 09905   |      | Salzbohrtürme                                                                 | O   | Bohrturmweg      | 664151 / 271770 |
| 11731   |      | Oberfeld (Teil der spätrömische Rheinbefestigung)                             | A   |                  | 665950 / 270100 |